# Strymon formosana
Strymon formosana är en fjärilsart som beskrevs av Matsumura. Strymon formosana ingår i släktet Strymon och familjen juvelvingar. Inga underarter finns listade i Catalogue of Life.